# Goniagnathus sanguinisparsus
Goniagnathus sanguinisparsus är en insektsart som beskrevs av Haupt 1917. Goniagnathus sanguinisparsus ingår i släktet Goniagnathus och familjen dvärgstritar. Inga underarter finns listade i Catalogue of Life.